# Letterkaart (onderwijs)

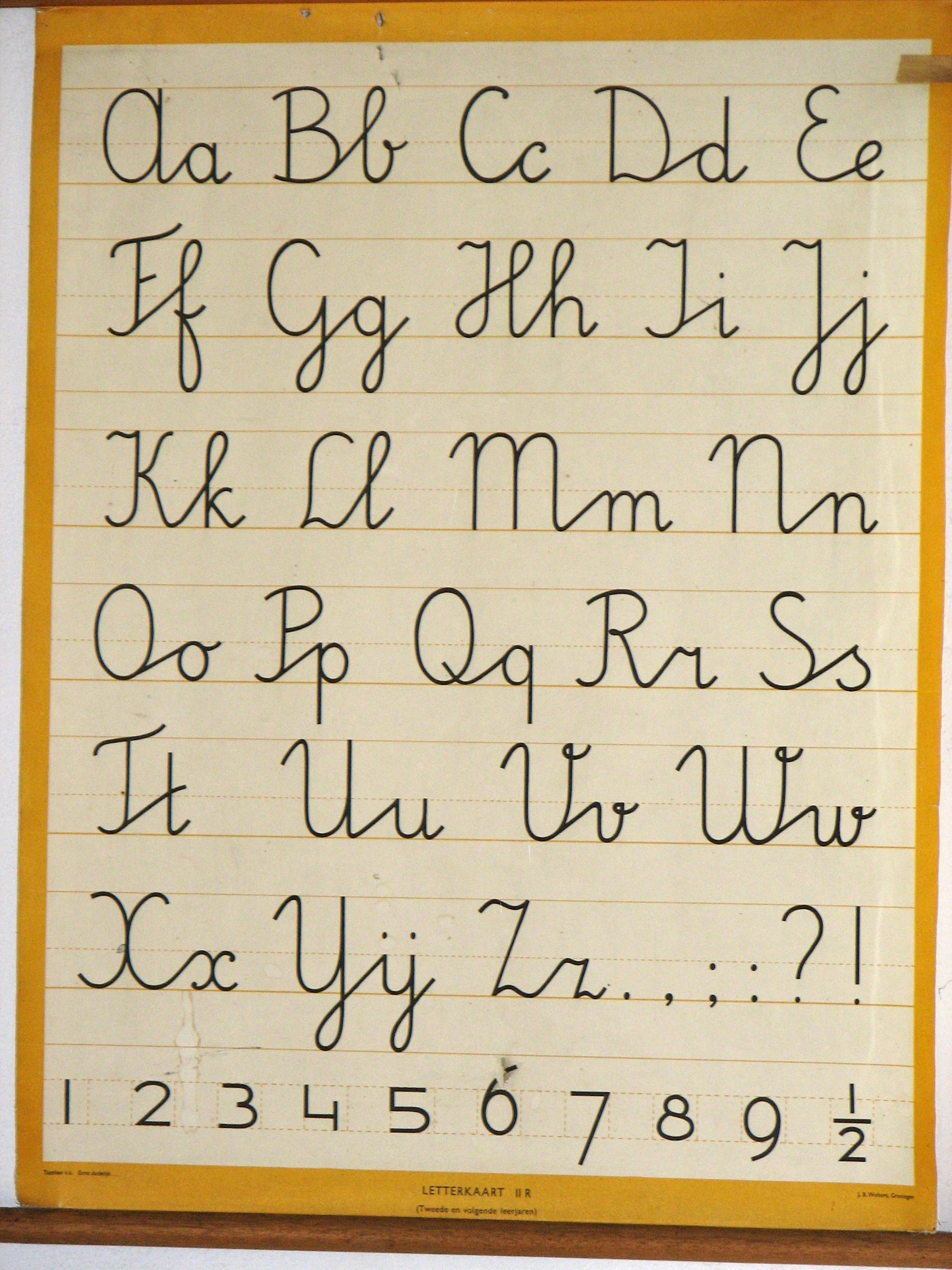
Schrijfletters op een cijfer- en letterkaart

Een letterkaart is kaart met daarop letters en/of symbolen.
Letterkaarten worden in het basisonderwijs gebruikt om als voorbeeld te dienen bij het aanleren van het handschrift. Op deze kaarten staat het alfabet vermeld, plus vaak ook de komma, de punt, het vraagteken, het uitroepteken alsook de cijfers 1 tot en met 0. Er zijn kaarten voor het blokletters (losse schrift) en voor het sierschrift (verbonden schrift), en met of zonder hoofdletters.
In de 20e eeuw hingen de letterkaarten, evenals schoolwandkaarten, aan de muur. In de 21e eeuw hebben leerlingen veelal een eigen letterkaart op papier voor op hun tafel naast hun schrijfschrift.